# Jean-Pierre Otte
Pour les articles homonymes, voir Otte.
 (août 2024).
La mise en forme du texte ne suit pas les recommandations de Wikipédia : il faut le « wikifier ».
Les points d'amélioration suivants sont les cas les plus fréquents. Le détail des points à revoir est peut-être précisé sur la page de discussion.
- Les titres sont pré-formatés par le logiciel. Ils ne sont ni en capitales, ni en gras.
- Le texte ne doit pas être écrit en capitales (les noms de famille non plus), ni en gras, ni en italique, ni en « petit »…
- Le gras n'est utilisé que pour surligner le titre de l'article dans l'introduction, une seule fois.
- L'italique est rarement utilisé : mots en langue étrangère, titres d'œuvres, noms de bateaux, etc.
- Les citations ne sont pas en italique mais en corps de texte normal. Elles sont entourées par des guillemets français : « et ».
- Les listes à puces sont à éviter, des paragraphes rédigés étant largement préférés. Les tableaux sont à réserver à la présentation de données structurées (résultats, etc.).
- Les appels de note de bas de page (petits chiffres en exposant, introduits par l'outil «  Source ») sont à placer entre la fin de phrase et le point final[comme ça].
- Les liens internes (vers d'autres articles de Wikipédia) sont à choisir avec parcimonie. Créez des liens vers des articles approfondissant le sujet. Les termes génériques sans rapport avec le sujet sont à éviter, ainsi que les répétitions de liens vers un même terme.
- Les liens externes sont à placer uniquement dans une section « Liens externes », à la fin de l'article. Ces liens sont à choisir avec parcimonie suivant les règles définies. Si un lien sert de source à l'article, son insertion dans le texte est à faire par les notes de bas de page.
- La présentation des références doit suivre les conventions bibliographiques. Il est recommandé d'utiliser les modèles {{Ouvrage}}, {{Chapitre}}, {{Article}}, {{Lien web}} et/ou {{Bibliographie}}. Le mode d'édition visuel peut mettre en forme automatiquement les références.
- Insérer une infobox (cadre d'informations à droite) n'est pas obligatoire pour parachever la mise en page.

Pour une aide détaillée, merci de consulter Aide:Wikification.
Si vous pensez que ces points ont été résolus, vous pouvez retirer ce bandeau et améliorer la mise en forme d'un autre article.
 (février 2018).
Si vous disposez d'ouvrages ou d'articles de référence ou si vous connaissez des sites web de qualité traitant du thème abordé ici, merci de compléter l'article en donnant les références utiles à sa vérifiabilité et en les liant à la section « Notes et références ».
Jean-Pierre Otte, né le 10 septembre 1949 à Ferot-Ferrières dans les Ardennes liégeoises en Belgique, est un écrivain et peintre belge.

## Biographie
Né à Ferot-Ferrières dans les Ardennes liégeoises le 10 septembre I949, Jean-Pierre Otte vit depuis les années quatre-vingt à Larnagol, au domaine d'Arnal, dans le département du Lot.La romanciére Myette Ronday  est sa compagne dans la vie.
Écrivain et peintre, il est l'auteur d'une trentaine d'ouvrages ayant trait aux mythologies cosmogoniques du monde, aux rituels amoureux du monde animal et aux aventures de la vie personnelle au bénéfice même de la présence au monde et du plaisir d'exister.
Après des humanités scientifiques, il devient auditeur libre à l'Université pendant quatre années. Avide de savoir, il étudie des disciplines aussi diverses que la biologie, la physique, la philosophie, les mythologies du monde, les littératures du monde entier. Encouragé à ses débuts d'écriture par André Pieyre de Mandiargues et Anaïs Nin, il écrit des brefs récits et des poèmes, publie un recueil : Pouhon bleu la veillée  dont de larges extraits seront repris en 1974 dans La Nouvelle Poésie Française (Seghers).
En 1976 paraît son premier roman (Le Cœur dans sa gousse) et dès 1978, il vit exclusivement de sa plume et de sa voix. Outre son travail d'écrivain, il multiplie les activités : chroniqueur dans les journaux (La Libre Belgique, Le Monde, plus récemment dans Les Hors-série du Nouvel Observateur, L’Express et Notre Histoire). Conteur à la radio (RTBF, France Culture). Depuis 1990, conférencier régulier dans plusieurs universités espagnoles et pour l’Alliance française en Europe de l'Est.
Spécialiste des mythes de la création, Jean-Pierre Otte les a transcrits pendant une dizaine d’années dans Les Matins du Monde. Il s’adonne aussi à la botanique et l’observation des insectes et manifeste son allégresse de vivre dans ses Histoires du plaisir d’exister et la Petite tribu de femmes. Il a reçu le prix Nature de la Fondation de France, jury présidé par Jean Dorst de l’Institut des Sciences Naturelles ; prix décerné pour la rigueur scientifique et la qualité littéraire de ses travaux en botanique et en entomologie. Il a aussi reçu le prix Verdickt-Rijdams de l'Académie pour ses travaux en ethnographie, sa transcription des mythes de la création des civlisations tribales.
En 2013, non satisfait de l'évolution du roman de Jules Verne Michel Strogoff, il réécrit à sa manière la dernière partie de l'ouvrage.
Il reçoit le Prix Max-Jacob 2023 pour son œuvre poétique.
Certains ouvrages ont été traduits notamment en Chine, aux États-Unis, en Italie, en Grèce et en Russie. Une vingtaine de mémoires et de thèses universitaires ont déjà été consacrés à son œuvre.
Jean-Pierre Otte, le peintre, s'est lié très tôt d'amitié avec Raoul Ubac et Serge Vandercam du mouvement CoBrA. Depuis sa première exposition en 1984 dans le hall du Palais des Beaux-Arts de Bruxelles à l'une de ses dernières et rares expositions personnelles à la galerie Jane Bastien-Art (qui présente des peintres tels que Henri Michaux, Olivier Debré et Zao Wou-ki), il poursuit une recherche en une suite de phases et de périodes, débute par des calligraphies inventives, réalise des «Œuvres au noir», puis une série « D'or et d'Ombre », les techniques mixtes sur toile ou sur papier marouflé des « paysages partagés » et du « Monde rendu au monde ». Plus récemment, des fantasmagies, des peintures à la cire d'abeille mêlée de pigments.

## Prix et distinctions
- 2023 : Prix Max-Jacob pour son recueil Sur les chemins de non-retour[3]

## Sources et références